# The Quireboys
I Quireboys (in inglese The Quireboys, anche noti come The London Quireboys) sono un gruppo hard rock britannico formatosi a Londra nel 1984.

## Stile del gruppo
I Quireboys propongono un hard di impronta sleaze.
Più volte sono stati accostati ai Faces di Rod Stewart e Ronnie Wood. Tale accostamento può essere attribuito, almeno in parte, all'uso delle tastiere che in altri gruppi sleaze metal sono quasi assenti. Il loro stile non è mai cambiato negli anni, nonostante il cambio delle mode. Come molte band sleaze metal, con l'avvento del grunge di metà anni novanta, i Quireboys hanno subito un calo di pubblico, provocandone lo scioglimento.

## Storia del gruppo
Spike (vero nome Jonathan Gray) nasce a Newcastle upon Tyne e all'età di diciassette anni si trasferisce a Londra. Qui conosce Guy Bailey e i due (Spike alla voce e Guy Bailey alla chitarra) iniziano a suonare insieme cover di Chuck Berry.
A loro si uniscono al basso Nigel Mogg (nipote di Phil Mogg degli Ufo), alla batteria Paul Hornby e alle tastiere e pianoforte Chris Johnstone. Nascono così i "Choirboys" (letteralmente "ragazzi del coro") che propongono un repertorio rock'n'roll. Ben presto però gli amici del gruppo ribattezzano i Choirboys in Queerboys.
Da metà degli anni 80 i Queerboys si esibiscono regolarmente al Marquee di Londra creandosi una ottima reputazione. Nonostante ciò Paul Hornby lascia il gruppo per entrare nei Dogs D'amour e viene sostituito da Nick "Cozy" Connel.
Nel 1986 suonano come band di supporto ai Cherry Bombz.
Nel 1987 vengono chiamati a suonare al Reading Festival a condizione che cambino il nome del gruppo: nascono i Quireboys.
Ginger (altro musicista nativo di Newcastle) diventa la seconda chitarra del gruppo e con lui vengono pubblicati due singoli "Mayfair" e "There She Goes Again". Inoltre con il nuovo innesto i Quireboys fanno da supporto ai Guns N' Roses all'Hammersmith Odeon nel 1989.
Sharon Osbourne fa firmare un contratto al gruppo con la Emi. Intanto la band sostituisce Nick Connel con Ian Wallace (ex Bob Dylan) e Ginger (che formerà i Wildhearts) con Guy Griffin. Con questi due nuovi arrivi in formazione viene inciso il primo album nel 1990 A Bit of What You Fancy. L'album è subito un successo e contiene alcuni dei pezzi più famosi dei Quireboys: Hey You, Sex Party, Sweet Maty Ann, There She Goes Again.
I Quireboys iniziano a suonare come supporto a band come Iggy Pop, L.A. Guns, Cramps e Rolling Stones e vengono inseriti nel cast del Monster of rocks di Donnington con Whitesnake, Aerosmith, Poison, Vixen e Thunder. Segue un tour mondiale che li porta a suonare in Europa, Americhe e Giappone. Da questo tour nasce il secondo album Recorded around the world.
Nel 1993 esce il secondo disco in studio, Bitter Sweet & Twisted, che vede alla batteria Rudy Richman al posto di Ian Wallace. Inizia un tour di supporto ai Guns N' Roses ma il disco non ottiene il successo del precedente nonostante alcuni pezzi di ottima fattura come King of New York e Tramps & Thieves.
Il gruppo si scioglie causa le scarse vendite dell'ultimo disco.
Nel 1995 esce anche From Tooting to Barking dove vengono raccolte versioni acustiche e demo dei primi due album.
Nel 2000 la Snapper fa uscire l'album dal vivo Lost in Space. Visto il discreto successo del disco i Quireboys si riformano con Spike, Guy Griffin, Nigel Mogg ed i nuovi Luke Bossendorfer (chitarra), Martin Henderson (batteria) e Kevin Savigar (tastiere). Con questa formazione registrano nel 2001 This is Rock'n'roll e nel 2002 il disco dal vivo 100% Live.
Sostituiti gli ultimi arrivati con Paul Guerin (chitarra), Pip Mailing (batteria) e Keith Weir (tastiere) i Quireboys fanno uscire Weil Oiled nel 2004, il disco di minor successo della band.
Nel 2008 escono in contemporanea The Best of, una raccolta con inediti, demo e pezzi dal vivo e Homewreckers & Heartbreakers, sesto album in studio della band. In quest'album lo storico bassista Nigel Mogg lascia il posto a Jimi Crutchley. Griffin, Weir e Guerin frattempo suonano anche nei Down'n'Outz di Joe Elliot (cantante dei Def Leppard). Phil Martini, che con Griffin, Weir e Guerin aveva suonato nei Down'n'Outz, suona la batteria nel nuovo disco dei Quireboys: Halpenny Dancer. Si tratta di un disco di pezzi nuovi insieme a pezzi vecchi risuonati dalla nuova formazione.
Nel 2010 Nigel Mogg ritorna in seno al gruppo e Jason Bonham (figlio di John Bonham dei Led Zeppelin e ex Bonham e Virginia Wolf) sostituisce alla batteria Phil Martini, mentre Paul Guerin lascia il gruppo senza essere sostituito. Ora i Quireboys sono Spike, Guy Griffin, Nigel Mogg, Luke Bossendorfer, Jason Bohnam e Keith Weir; ed è questa formazione a registrare il live (cd e DVD) Live in London.
Nel 2013 esce Beautiful Curse con una formazione a 4: Spike, Guy Griffin, Keith Weir e il ritornato Paul Guerin più vari turnisti. Sempre con questa formazione Nel 2014 arriva il triplo Black Eyed Sons. Insieme al nuovo album sono presenti un CD con la registrazione di un concerto acustico in Svezia e un DVD live a Londra.
Nel 2015 arriva St. Cecilia and The Gypsy soul, album quadruplo che contiene un cd con le nuove canzoni, una riedizione di Halfpenny Dancer e  due CD dal vivo. La band torna a essere per questo album nuovamente a sei elementi: Spike, Guy Griffin, Paul Guerin, Keith Weir e i nuovi Nick Malling al basso e Dave McCluskey alla batteria.
Esce nel 2016 Twisted Love con la stessa formazione del precedente album.

## Carriere dei componenti extra Quireboys
I musicisti sono messi in ordine di entrata nella band

### Spike
Nei primi anni di vita dei Quireboys Spike suona parallelamente nei Gang Bang Band con i quali incide un omonimo ep nel 1987. Fra i compagni di avventura di Spike nei Gang Bang Band troviamo nomi noti come Bernie Torme (Gillan, Atomic Rooster, Rene Berg, Desperado, Electric gypsyes, Ozzy Osbourne), Buttz (Babysitters) e Nasty Suicide (Hanoi rocks, Cherry Bombz).
Dopo lo scioglimento dei The Quireboys del 1994 Spike si unisce a Darrell Bath (Dogs D'amour, Uk Subs, Ian Hunter The Crybabys e con 2 dischi solisti all'attivo) e con lui pubblica un disco autoprodotto uscito solo su cassetta Take Out Some Insurance.
Successivamente si unisce a Tyla, il cantante dei Dogs D'Amour e con lui pubblica sotto il nome Spike and Tyla's Hot Knives l'album Flagrantly Yours. Nel 2005 il disco sarà ristampato con l'aggiunta di un cd acustico e con il titolo Flagrantly Electricially Acustically Yours.
Nel 1997 forma i God's Hotel e con questi sforna un omonimo disco. Escono nel 2008 2 dischi a suo nome "Blue Eyed Soul" e "Live in London" entrambi autoprodotti dal cantante.
Nonostante i The Quireboys si siano riformati nel 2005 pubblica un nuovo disco a suo nome It's A Treat To Be Alive.
Nel 2007 fonda i Damage Control insieme a Chris Slade (Manfred Mann's Earth Band, The Firm, Tom Jones, Ac/Dc, Asia ecc), Pete Way (Ufo, Way-Mogg, Waysted, Pete Way, ecc) e Robin George (David Byron, Waysted, Robert Plant, Robin George, Notorius ecc) con cui incide un omonimo cd, in seguito i Damage Control faranno un altro disco senza Spike.
Nel 2008 pubblica a suo nome It's Only Friends.
Infine nel 2014 incide 100% Pure Frankie Miller, un album tributo al musicista Frankie Miller in cui in diversi brani suona la chitarra Ron Wood dei Rolling Stones.

### Guy Bailey
Finita l'esperienza con i The Quireboys ha suonato negli album Sweethearts Of The Rodeo di Dog Kennel Hill 100% Pure Frankie Miller di Spike e Live in London MMXIII di Tyla J. Pallas. Nel 2014 ha fondato insieme a Chris Johnson, anch'egli ex The Quireboys, i Thirsty con i quali ha inciso 3 dischi.

### Nigel Mogg
Lo storico bassista dei The Quireboys nel 1993 entra nei Nancy Boy di Donovan Leich Jr. Con questi incide 2 dischi: Promosexual (1995), Nancy Boy (1996). 
Nel 2004 sarà presente anche nell'album di Spike It's Treat To Be Alive (vedi sopra)
Oltre a queste avventura musicale Nigel Mog si dedicherà alla fotografia realizzando anche varie copertine e book per cd: It's Treat To Be Alive di Spike, Thirteen Tales From Urban Bohemia dei The Dandy Warhols, If I Could Talk I'd Tell You dei The Lemonheads, The Chelsea Smiles dei The Chelsea Smiles oltre a varie dei The Quireboys.
Nel 2018 forma i The Brutalists con i quali incide 2 dischi in 2 anni.

### Paul Hornby
Nato a Liverpool Paul Hornby prima ancora di registrare qualcosa con i The Quireboys lascia il gruppo per entrare nei Dogs D'amour ma con essi registrerà un unico 7 pollici: How Do You Fall in Love. Trasferitosi negli Stati Uniti e ritiratosi dalla musica si è ammalato di cancro nel 2011. Da quel momento ha tenuto un blog chiamato "Cancer is a Cant". Il batterista è deceduto nel luglio 2015 all'età di 56 anni

### Chris Johnstone
Lasciati i The Quireboys nel 1993 Chris Johnstone ha suonato nel disco di Dog Kennel Hill del 1999: Sweethearts of the Rodeo. sparito dal mondo musicale per tutti gli anni 2000, ha poi formato con Guy Bailey i Thirsty (vedi sezione di Guy Bailey).

### Nick "Cozy" Connel
Dopo aver inciso i primi 2 singoli ha lasciato i The Quireboys, da quel momento abbandona la musica

### Ginger
Lasciati i The Quireboys dopo avere registrato i primi 2 singoli ha formato i Wildherts con i quali ha sfornato 21 album (compresi dischi dal vivo e antologie), 11 album da solista (compresi dischi dal vivo e antologie), 1 disco a nome Silver Ginger 5 (insieme a membri dei Wildherts e degli Hanoi Rocks) ed è presente in dischi di Blackeyed babies e Michael Monroe.

### Guy Griffin
Nato a Bedford quando negli anni novanta i The Quireboys si sciolgono fonda i Glimmer di cui è chitarra e voce, insieme a lui vi sono Luke Bossendorfer alla chitarra (in seguito nei The Quireboys) Gary Ivin al basso e Martin Henderson alla batteria. I Glimmer sforneranno un unico disco per la Atlantic nel 1999: Silver Zone.
Dopo essere tornato nei The Quireboys nel 2008 diviene il chitarrista di Rag-and-bone per l'album Novice Pioneer.
Pubblica 2 album con i Joe Elliot's Down'n'outz. My Regeneration (2010) e The Further Adventures of (2012). Oltre a lui, il gruppo è composto da Joe Elliot (Def Leppard, Cybernauts), Paul Guerin (The Quireboys), Keith Weir (The Quireboys), Phil Martini (The Quireboys, I Am I, Tokyo Dragons) e Ronnie Garrity (Raw Power)
Nel 2012 suona la chitarra nell'album Riding The Belly dei The Deserters, qui rincontra Luke Bossendorfer alla chitarra Gary Ivin al basso, precedentemente con lui nei Glimmer. Il resto della band è formato da Angie Bruyere alla voce e Gary Bull Dog Taylor alla batteria.
Infine è alla chitarra nel disco solista di Spike (vedi Spike) 100% Pure Frankie Miller.

### Ian Wallace
Natio di Bury, Lancashire, il batterista del primo disco dei The Quireboys sia prima, sia dopo l'esperienza con il gruppo londinese ha sempre svolto attività di turnista per un sacco di artisti e ha suonato, fra i tanti, in dischi di Bob Dylan, King Crimson, Alvin Lee, Jackson Browne, Steve Marriot, Ronnie Wood, Don Henley, Jon Anderson, Alexis Korner, Joe Walsh, Roy Orbison ecc. Nel febbraio del 2007 è deceduto a Los Angeles per cancro all'esofago.

### Rudy Richman
Lasciati i Quireboys dopo aver registrato il loro secondo disco in studio ha suonato la batteria in dischi di: Lone Justice, Belinda Carlise, Gary U.S. Bonds, Maria McKee, Gregg Alexander, Kim Wilde, Bob Seger & the Silver Bullet Band, Ina Deter, Nadja Petrick e The Graces.

### Luke Bossendorfer
Oltre ad aver suonato in un disco in studio e due dal vivo dei The Quireboys ha suonato nei Glimmer di Guy Griffin, (vedi Guy Griffin), nei Bubble e nei The Deserters (vedi Guy Griffin), incidendo con questi ultimi Riding The Belly e West Of The Night

### Martin Henderson
Martin Henderson inizia a suonare con i Skeletal Family, un gruppo gothic rock del Keighley, West Yorkshire (Inghilterra), con i quali incide Burning Oil (1984) e Futile Combat (1985). Sciolti i Skeletal Family entra in un altro Gruppo gothic dark, i The Batfish Boys con i quali incide The Gods Hate Kansas (1985) e Head (1986), sulle note di copertina Martin Henderson appare con lo pseudonimo Marin "Bomber" Pink. Dopo un periodo di silenzio artistico suona nei Knock-out Drops con i quali incide un ep omonimo; bassista del gruppo è Gary Ivin. Entra quindi nei Space dust con i quali incide First to the future (1995). Insieme a Gary Ivin entra nei Glimmer Di Guy Griffin (vedi paragrafo Guy Griffin). Nel 1998 incide l'unico disco dei Belle Academe: Shimmer (1998). Dopo un disco in studio e uno dal vivo con i The Quireboys sparisce dalla scena musicale.

### Kevin Savigar
È stato il tastierista di Rod Stewart per diversi album fra il 1980 e il 1995. Sia prima che dopo essere entrato ed uscito dai The Quireboys ha suonato in tantissimi album di artisti molto diversi per stile musicale, fra questi: Bob Dylan, L.a. Guns, Lita Ford, Faster Pussycat, The KGB, Belinda Carlise, Jimmy Brnes, Bang Tango, Randy Newman ecc. Inoltre ha scritto canzoni (oltre che per molti degli artisti precedentemente indicati) per Peter Frampton, John 5, Tom Jones, John Anderson, Shea Fisher ecc.

### Paul Guerin
Ha suonato sul palco con musicisti del calibro di Michael Schenker, Tom Jones e Ricky Warwick. Ha suonato nei dischi di Spike (100% Pure Frankie Miller), Dan Bird (Fresh Out Of Georgia Live Like A Satellite), Joe Elliot's Down'n'outz (My Regeneration e The Further Adventures of), Red Dogs (Working Late) e altri

### Pip Mailing
Prima di entrare nei The Quireboys Pip Mailing era il batterista dei The Pecadiloes con i quali ha inciso Caught On Venere, dove, sulle note di copertina, compare con il nome Pip. Finitita l'esperienza con i The Quireboys è tornato a suonare con i The Quireboys come turnista nell'album Beautiful Curse.

### Keith Weir
Nato a Banbridge, Co Down, Irlanda del Nord ha iniziato a suonare le tastiere a 6 anni. Nel 1993 si è trasferito a Londra e qui ha conosciuto Paul Guerin che lo ha fatto entrare nei The Quireboys. Oltre che con il gruppo londinese ha suonato in vari album di Spike (IT's Treat To Be Alive e 100% Pure Frankie Miller), Joe Elliot's Down'n'outz (My Regeneration e The Further Adventures of), The King (Return to splendor e Gravelands), Bap Kennedy (Hillbilly Shakesper e Domestic Blues), The Deserters (Riding to Belly) e dal vivo con Def Leppard, Ian Hunter, Dan Baird's Homemade Sin eThe Pat McManus Band.

### Jimi Crutchley
Dopo aver abbandonato i The Quireboys Jimi Crutchley è stato bassista della punk band di Birmingham Casino con i quali non ha pubblicato nulla se non un paio di singoli, nel 2013 è entrato negli Dead Sea Skulls, altra punk band di Birmingham con i quali ha pubblicato due ep: Fortune Favours The Brave (2013) ed Eau De Kitchen (2014)

### Phil Martini
Suona nei Tokyo Dragons con i quali incide 2 album: Give Me The Fear (2005) e Hot Nuts (2007); più volte i Tokyo Dragons faranno da band di supporto ai The Quireboys. Successivamente entra nei Joe Elliot's Down'n'outz con i quali registra: My Regeneration e The Further Adventures of (vedi Guy Griffin). Entra quindi nei The Quireboys per il disco Halfpenny Dancer. Nel 2009 incide anche con i The Union, l'album omonimo. I The Union oltre che da Phil Martini sono formati da Peter Shoulder (dei Winterville), Luke Morley (dei Thunder) e Chris Child (dei Go West, Andy Summers, ecc). Sempre con i The Union registra in parte il successivo album Siren's Song (2011) prima di uscire dal gruppo. I The Union registreranno nel 2013 The World Is Yours senza Phil Martini. Nel 2012 registra alcune canzoni con i I Am I per il loro unico disco Event Horizon.

### Jason Bonham
Figlio di John Bonham, batterista dei Led Zeppelin a soli 19 anni fonda i Virginia Wolf con i quali pubblica Virginia Wolf (1986) e Push (1987), successivamente fonda i Bonham che pubblicano The Disregard Of Timekeeping (1989) e Mad Hatter (1992) e The Jason Bohnam Band che nel 1997 pubblicano 2 album: In the name of my father: The Zept e When You See The Sun. Diviene quindi turnista per molte band e suona su dischi di: Paul Rodgers, Black Country Communion, Ufo, Airrace, California Breed, Little Steven, Foreigner, Robert Plant, Jimmy Page, Elton John, Motherland, Ministry Offer, Deborah Bonham, Joe Bonamassa, Hans Zimmer, Sammy Hagar ecc. Da segnalare anche la sua presenza, al posto del padre, nel disco dei Led Zeppelin Celebration Day.

### Nick Malling
Oltre che in SanHa suonato nel disco dei Quireboys St Cecilia And The Gypsy soul ha suonato in 100% Pure Frankie Miller di Spike

### Dave McCluskey
Conosciuto anche come David McCluskey, è nato in Scozia nel 1964. Ha suonato e fatto dischi con: The Bluebells (Sisters del 1984 e Second del 1992), e i Sugartown (Swimming In The Horsepool). Inoltre ha formato i The McCluskey Brothers con il fratello Ken con i quali ha pubblicato Aware of all (1986) Favourite colours (1992) Wonderful Affair (1996) Housewive choice (2000)

## Formazione

### Formazione attuale
- Guy Griffin - chitarra (1989-1993, 1995, 2001-presente), voce (2022-presente)
- Paul Guerin - chitarra (2004-presente)
- Keith Weir - tastiere (2001-presente)
- Nick Malling - basso (2014-presente)
- Pip Mailing - batteria (2014-presente)

### Ex componenti
- Spike - voce (1984-1993, 1995, 2001-2022)
- Dave McCluskey - batteria
- Guy Bailey - chitarra (1984–1993, 1995)
- Nigel Mogg - basso (1984–1993, 1995, 2001–2012)
- Paul Hornby - batteria
- Ian Wallace - batteria
- Chris Johnstone - basso, piano (1984–1993, 1995)
- Nick Connel - batteria
- Ginger - chitarra (1987-1989)
- Rudy Richman - batteria (1989–1993)
- Luke Bossendorfer - chitarra (2001–2003)
- Martin Henderson - batteria (2001–2002)
- Kevin Savigar - tastiere
- Jason Bonham - batteria
- Jimi Crutchley - basso
- Phil Martini - batteria
- Damon Williams - basso

### Turnisti
- Tim Bewlay - basso (Live)
- Guy Hansen - batteria (Live)

## Videografia
- A Bit of What You Fancy (VHS, 1990)
- Bitter, Sweet & Live (Live at The Town & Country Club, London) (VHS & DVD, 1993)
- Live at the Mean Fiddler (DVD, 2007)

## Discografia

### Album in studio
- 1990 - A Bit of What You Fancy
- 1993 - Bitter Sweet & Twisted
- 2001 - This Is Rock'n'Roll
- 2004 - Well Oiled
- 2008 - Homewreckers & Heartbreakers
- 2009 - Halfpenny Dancer
- 2013 - Beautiful Curse
- 2014 - Black Eyed Sons
- 2015 - St. Cecilia and the Gypsy Soul
- 2016 - Twisted Love
- 2017 - White Trash Blues
- 2019 - Amazing Disgrace

### Live
- 1990 - Recorded Around The World
- 2000 - Lost In Space
- 2003 - 100% Live 2002
- 2006 - Live
- 2010 -  Live in London

### Raccolte
- 2002 - Masters Of Rock
- 2004 - Rock Champions
- 2008 - The Best of

### Discografia Spike
- Gang Bang Band (1987 ep)- uscito a nome Gang Bang Band
- Take Out Some Insurance (1995 uscito solo su cassetta) - uscito a nome Spike an' Darrell Bath
- Flagrantly Yours (1996) - uscito a nome Spike and Tyla's Hot Knives
- God's Hotel (1997) - uscito a nome God's Hotel
- Blue Eyed Soul (1998)
- Live in London (1998 - dal vivo)
- Flagrantly Electricially Acustically Yours (2005) - uscito a nome Spike and Tyla's Hot Knives
- It's A Treat To Be Alive (2005)
- Damage Control (2007) - uscito a nome Damage Control
- It's Only Friends (2008)
- 100% Pure Frankie Miller (2014)

### Discografia Guy Griffin
- Silver Zone (atlantic 1998) - uscito a nome Glimmer
- Novice Pioneer (2008) - uscito a nome Rag-and-bone
- Riding The Belly (2012) - uscito a nome The Deserters

### Discografia Joe Elliot's Down'n'outz (Presenti Guy Griffin, Phil Martini, Paul Guerin e Keith Weir)
- My Regeneration (2010)
- The Further Adventures of (2012)

### Discografia Nancy Boy (Presente Nigel Mogg)
- Promosexual (1995)
- Nancy Boy (1996)